# Berberis hainesii
Berberis hainesii är en berberisväxtart som beskrevs av Ahrendt. Berberis hainesii ingår i släktet berberisar, och familjen berberisväxter. Utöver nominatformen finns också underarten B. h. brevirilipes.